# PMZ-40
PMZ-40 (ros. ПМЗ-40) – sowiecka mina przeciwpancerna pochodząca z lat 40. Stosowana podczas II wojny światowej przez Armię Czerwoną.  W latach 40. i 50. używana także przez Wojsko Polskie
Mina miała talerzowy korpus z blachy stalowej zawierający 3,2 kg trotylu. Mina uzbrajana była zapalnikiem naciskowym MW-5.